# ImmoScout24

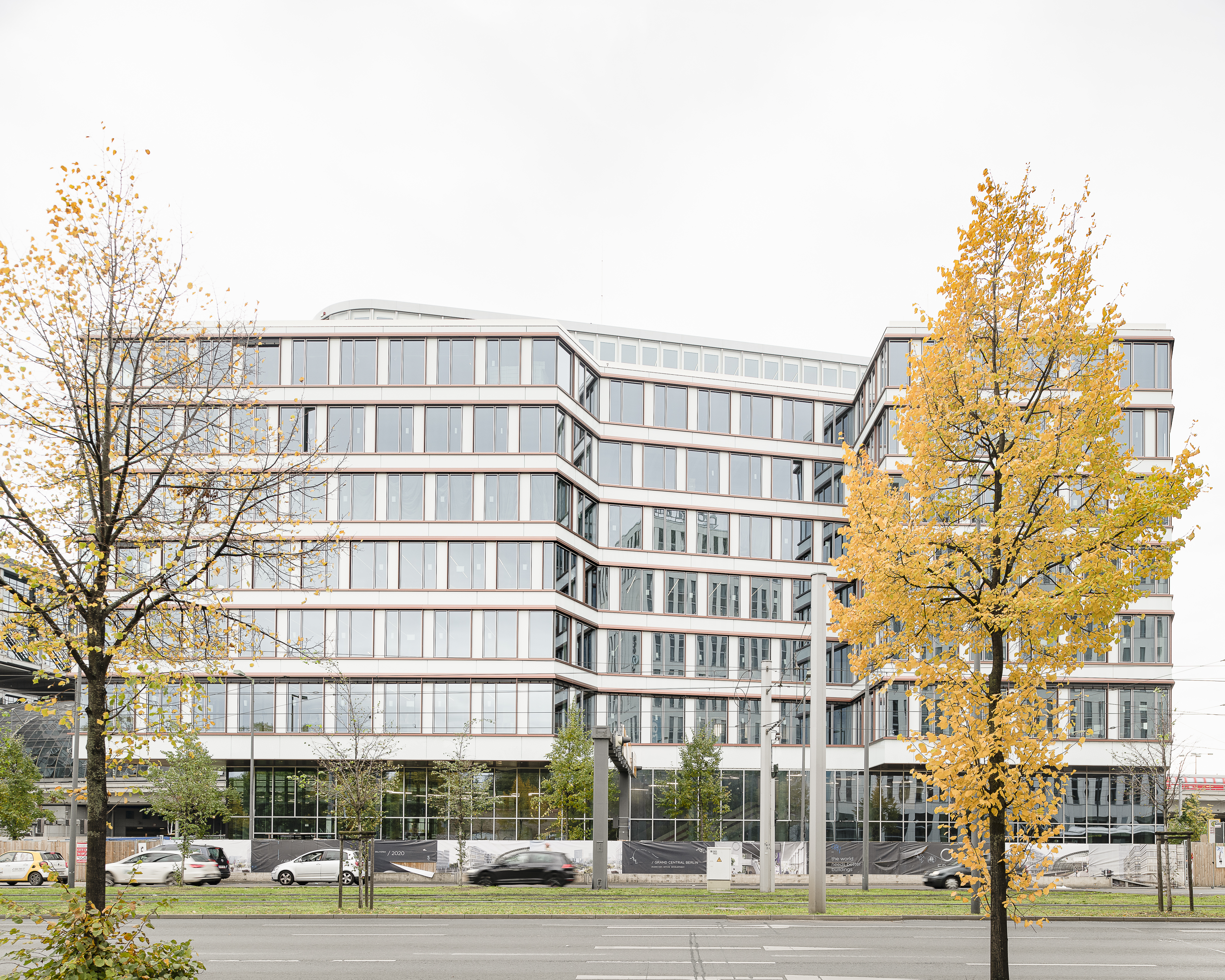
ImmoScout24 Büro in EDGE Grand Central Berlin

ImmoScout24 ist ein Online-Marktplatz für Wohn- und Gewerbeimmobilien. Das Unternehmen hat seinen Hauptsitz in Berlin und ist Teil der Scout24 SE. Seit 2012 ist ImmoScout24 auch auf dem österreichischen Wohn- und Gewerbemarkt aktiv.
Das Portal hat nach eigener Aussage monatlich rund 19 Millionen Nutzer.

## Geschichte
Im Jahr 1998 wurde ImmoScout24 (bis Mitte 2020 ImmobilienScout24) als erster bundesweiter Online-Marktplatz für Immobilien unter dem Namen EIB – Elektronische Immobilienbörse (EIB) von Arndt Kwiatkowski, Christian Mangstl und Joachim Schoss gegründet.  Nachdem das Portal für Geschäftskunden mit 12 Mitarbeitern gestartet war, konnten ab 2000 auch Privatpersonen inserieren. Seit 2008 umfasst das Angebot auch Gewerbeimmobilien.
In den folgenden Jahren wandelte sich das Unternehmen von einer Anzeigen-Plattform zu einem Service-Portal rund um Immobilien, u. a. kamen auch Baufinanzierungen, Immobilienbewertungen oder Anwendungen zur Marktbeobachtung zum Portfolio hinzu.
2014 wurde Flowfact eine hundertprozentige Tochtergesellschaft von ImmoScout24. Flowfact bietet eine CRM-Software für Immobilienunternehmen an. 2020 wurde das Ratgeber-Portal immoverkauf24 Teil der Scout24-Gruppe und erweitert das Angebot rund um den Immobilienverkauf. 2021 übernahm ImmoScout24 vermietet.de, eine Service-Plattform für Vermieter.

Altes Logo von ImmobilienScout24 (2009 bis 2020)

Im Jahr 2020 wurden die bis dahin verwendeten Marken-Farben Blau und Orange im Zuge eines Re-Designs durch Türkis ersetzt. Im gleichen Jahr verlagerte das Unternehmen seinen Hauptsitz innerhalb Berlins von einem Bürogebäude am Ostbahnhof in Friedrichshain in das Edge Grand Central Berlin neben dem Berliner Hauptbahnhof nach Mitte.
2023 übernahm die Muttergesellschaft Scout24 SE den auf Immobilien-Bewertungen spezialisierten Anbieter Sprengnetter, dessen Leistungen teilweise im ImmoScout24-Angebot integriert sind.
Im August 2023 wurde ImmoScout24 Top-Sponsor des 1. FC Union Berlin.

## Produkte
Neben seiner Kernfunktion als Website und App für Immobilienanzeigen bietet ImmoScout24 weitere Leistungen:
- Verkauf und Vermietung: Eigentümern bietet das Unternehmen kostenlose Immobilienbewertungen (Ersteinschätzung) und Maklerempfehlungen. VermietenPlus ist ein Service-Paket für die digitale Immobilienverwaltung. Im Portal Vermietet.de können Eigentümer eigene Inserate und Mietverträge erstellen, die stets den aktuellen rechtlichen Erfordernissen genügen und einen Bewerbungs-Manager zum Handling eingehender Bewerbungen nutzen. Sie finden dort zudem eine Verwaltungslösung, mit der sie Nebenkostenabrechnungen erstellen, Handwerker beauftragen, ihre Grundsteuererklärung abgeben und ihre Mieteingänge prüfen können.[9]
- Eigentümer: Im kostenlosen Service-Bereich „Mein Eigentum“ können private Eigentümer von Wohnimmobilien die Wertentwicklung ihres Eigentums im Blick behalten, potenzielle Mieteinnahmen und Nachfrage ihrer Objekte ablesen und einen kostenlosen Sanierungsrechner für die energetische Sanierung ihrer Immobilie nutzen.[13]
- Miete: Suchenden bietet ImmoScout24 neben vielen kostenlosen Suchfunktionen mit MieterPlus, ein Leistungs-Paket an, das Suchenden u. a. frühzeitig Miet-Angebote aufzeigt oder Bewerbungen prominent im Postfach von Anbietern platziert. WohnenPlus umfasst Rechtsberatung, Schlüsselnotdienst, Nebenkosten-Check. Der Schufa-BonitätsCheck und die ImmoScout24-Bonitätsauskunft[14]  liefern Miet-Suchenden Auskunft über ihre Bonität.
- Kauf: Kaufinteressenten bietet das Unternehmen mit KäuferPlus einen schnelleren Zugang zu Kaufanzeigen, Bewertungen von Objekten oder einer Bewerbermappe. BaufiReady[15] liefert nach Prüfung ein Zertifikat, das die Bonität der Interessenten ausweist und die Finanzierbarkeit von Objekten analysiert.
- Immobilien-Vermittlung: Makler unterstützen die CRM-Software Flowfact und Propstack bei der Objektverwaltung. Im ImmoScout24-Angebot ProfiPlus sind auch Immobilienbewertungen und Fortbildungsangebote enthalten.
- Marktinformationen: Der kostenlose Atlas von ImmoScout24 zeigt Angebotspreise von Miet- und Kaufwohnungen für alle Regionen Deutschlands im zeitlichen Verlauf auf.[16]
- Umzug: Über einen Preisvergleich erhalten Nutzer Aufschluss über Angebotspreise von Umzugsunternehmen.

## Kontroversen
Einige Anzeigen für Mietwohnungen werden in den ersten 48 Stunden nur Suchenden angezeigt, die das MieterPlus-Produkt erworben haben. Als „Geschäftemacherei mit der Wohnungsnot“ kritisierte das der Mieterverein München. Ein Sprecher von ImmoScout24 erläuterte dazu, dass nur ein Bruchteil der inserierten Mietwohnungen zeitweise nur für Plus-Kunden zugänglich seien. Sozial geförderte Wohnungen, für die ein Wohnberechtigungsschein erforderlich ist und solche, die für unter 400 Euro pro Monat Kaltmiete angeboten werden, sind von der Bezahlschranke ausgenommen.
ImmoScout24 erhielt im Jahr 2022 eine Abmahnung von Verbraucherschützern wegen irreführender Werbung bei der Wohnungssuche. Der Vorwurf: Das Portal lege seinen Nutzern nahe, bereits zur ersten Besichtigung einer Wohnung eine Schufa-Bonitätsauskunft vorzulegen. Die sei laut Verbraucherzentrale datenschutzrechtlich problematisch. Notwendig sei dies erst kurz vor tatsächlicher Vertragsunterzeichnung. Mit den Premium-Angeboten werde auf Vermieter-Seite eine Erwartungshaltung nach einer Bonitätsauskunft vor der ersten Besichtigung geschürt. Das Ergebnis des Rechtsstreits ist noch offen.

## Sicherheit
ImmoScout24 und andere Immobilienmarktplätze werden immer wieder für betrügerische Aktivitäten genutzt, etwa in Form von Vorkasse-Betrug im Zuge fingierter Anzeigen oder Identitätsdiebstahl. ImmoScout24 verweist dazu auf eine Reihe von ergriffenen Maßnahmen, die betrügerische Aktivitäten stark einschränken. So durchläuft jedes Inserat vor Veröffentlichung eine maschinelle Prüfung, die diese auf betrügerische Muster untersucht. Ein Team zur Qualitätssicherung prüfe verdächtige Anzeigen zudem persönlich. Aufklärungskampagnen auf Social Media sowie eine zu diesem Zweck eingerichtete Ratgeberseite auf ImmoScout24 informierten über gängigen Betrugsmaschen auf Immobilienportalen und erläuterten Verhaltensregeln zur sicheren Immobiliensuche.